# Nghi Kim
Nghi Kim là một xã thuộc thành phố Vinh, tỉnh Nghệ An, Việt Nam.
Xã Nghi Kim có diện tích 7,36 km², dân số năm 1999 là 8.763 người, mật độ dân số đạt 1.191 người/km².